# Macratria murina
Macratria murina är en skalbaggsart som först beskrevs av Fabricius 1801.  Macratria murina ingår i släktet Macratria och familjen kvickbaggar. Inga underarter finns listade i Catalogue of Life.